# Moresk

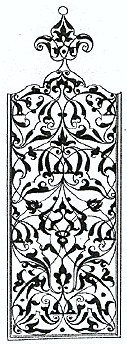

Een moresk is een Moors rankenornament; een vlakvulling waarvan de bladen slechts ten dele getekend zijn, veelal alleen de linker- of rechterhelft of schematisch zijn aangeduid, en die bijna altijd slechts in zwart-wit worden uitgevoerd.
Het motief was tijdens de renaissance zeer geliefd. De godsdienst der Moren verbood hen mens of natuur af te beelden en daardoor werden hun versieringsmotieven min of meer abstracte vormen. Niet te verwarren met arabesken.
De term is afgeleid van het Franse moresque, dat weer is afgeleid van morisco, de Spaanse benaming van de Morisken.